# Турецкие Звёзды
«Туре́цкие Звёзды» (тур. Türk Yıldızları) — пилотажная эскадрилья турецких военно-воздушных сил, а также национальная группа высшего пилотажа Турции, базирующаяся на авиабазе Конья.
Пилотажная группа выступала более чем в 20 странах мира.

## История
Эскадрилья была сформирована 7 ноября 1992 года из четырёх пилотов, которые прошли усиленный курс подготовки пилотажного мастерства в Канаде, Великобритании и Италии. 11 января 1993 года группа получила название «Турецкие Звёзды». Уже к 27 апреля 1993 года слаженность действий лётчиков, а также безопасность была доведена до высокого уровня. Самолёты были оснащены дымогенераторами и окрашены в цвета национального турецкого флага.
18 июня 1993 года турецкая пилотажная группа высшего пилотажа под названием «Турецкие Звезды» на четырёх сверхзвуковых самолётах F-5 выполнила своё первое выступление на базе ВВС в Анкаре перед министрами и приглашёнными гостями. В августе 1993 года в Эскишехире начались учебно-тренировочные полёты группы с постепенным увеличением числа самолётов.
Первое большое авиашоу, которое привлекло большой интерес к группе в Европе, произошло в июле 1997 года на авиапредставлении в британском Фэрфорде.
24 августа 2001 года в Баку «Турецкие Звёзды» продемонстрировали пилотаж более чем миллионной публике, установив мировой рекорд по численности зрителей во время одного шоу.
С 30 марта 2004 года пилотажная группа начала летать восьмеркой самолётов, но после гибели третьего пилота в марте 2012 года «Турецкие звёзды» стали выступать составом в 6 или 7 самолётов.
В авиапарк группы входили двенадцать F-5 Freedom Fighter, окрашенные в цвета турецкого флага, а также транспортные самолёты технического обеспечения C-130 Hercules, Transall C-160 и CASA CN-235.
В 2016 году командиром пилотажной группы «Турецкие звёзды» была назначена майор Эсра Озатай.
С 2010 года Эсра Озатай служила инструктором лётчиков «Турецких звёзд», в 2014 году вошла в состав пилотажной группы, а в 2016 — стала первой турецкой лётчицей, занявшей должность командира пилотажной группы и стала летать на борте с номером 1.
В 2017 году состоялось выступление пилотажной группы в России в рамках военно-технического форума «Армия».

## Катастрофы
7 апреля 2021 года при выполнении учебного полёта вблизи города Конья потерпел крушение самолёт, принадлежавший пилотажной группе «Турецкие Звёзды». Находившийся за штурвалом пилот погиб на месте.

## Галерея

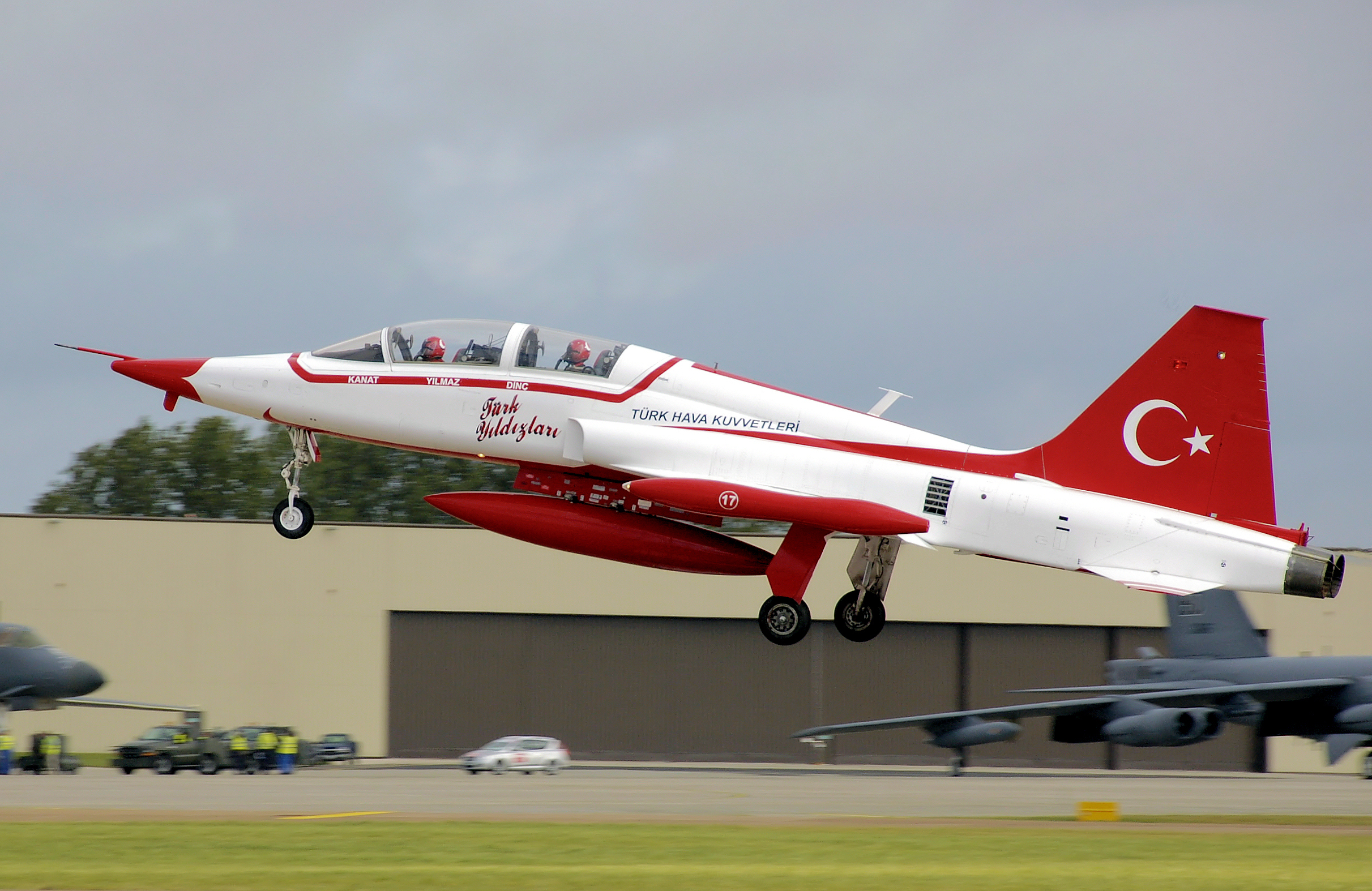
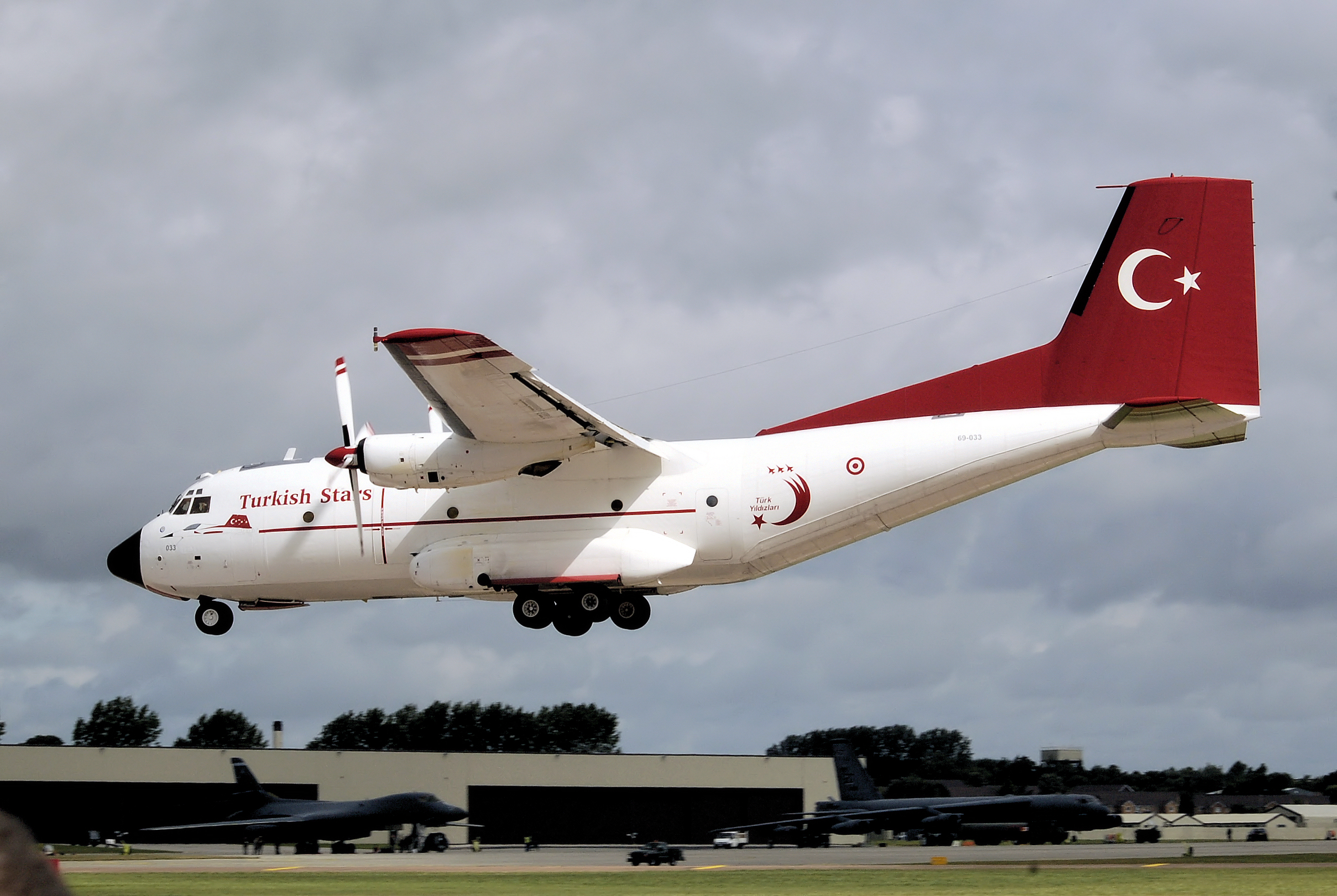
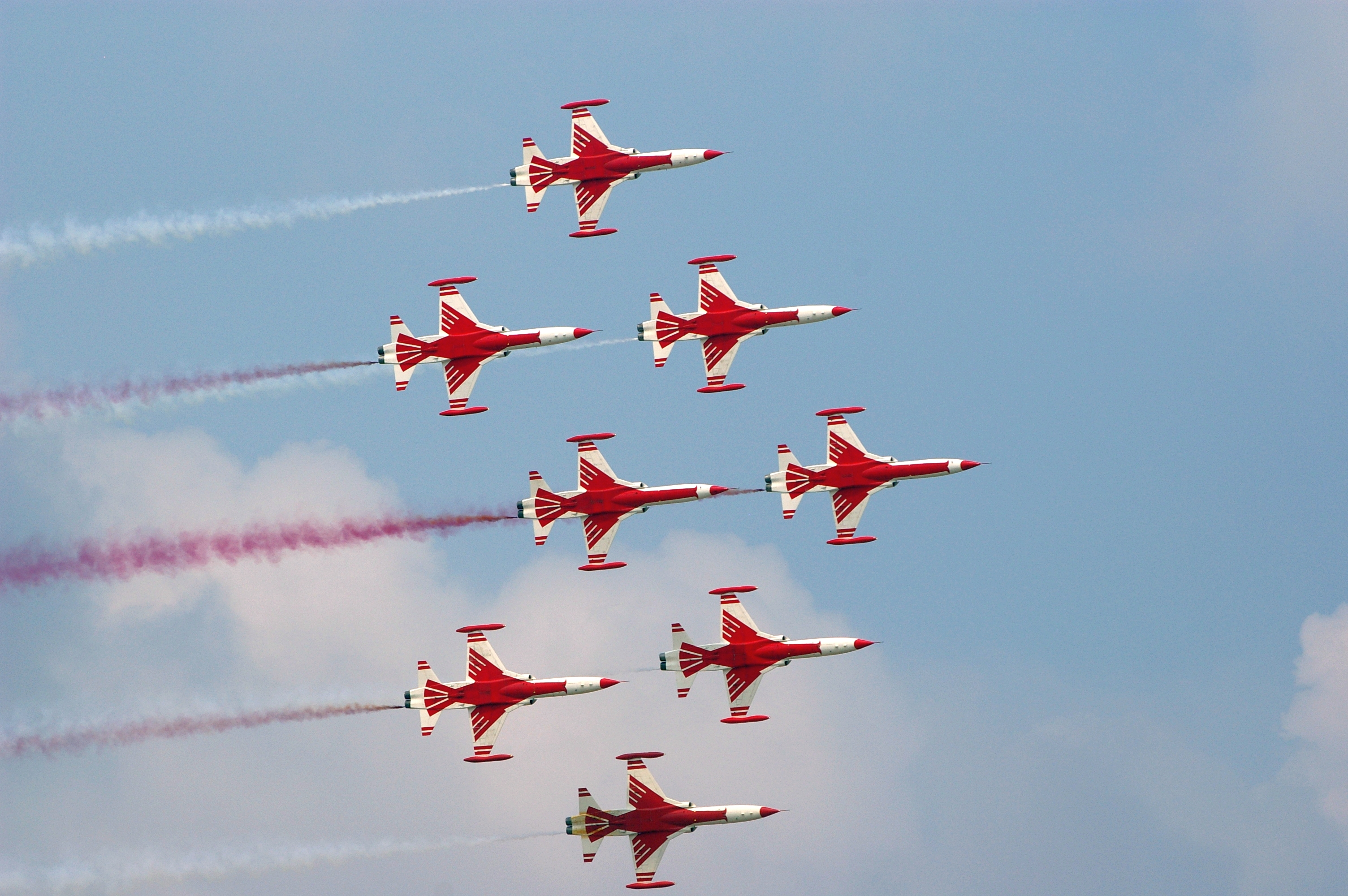
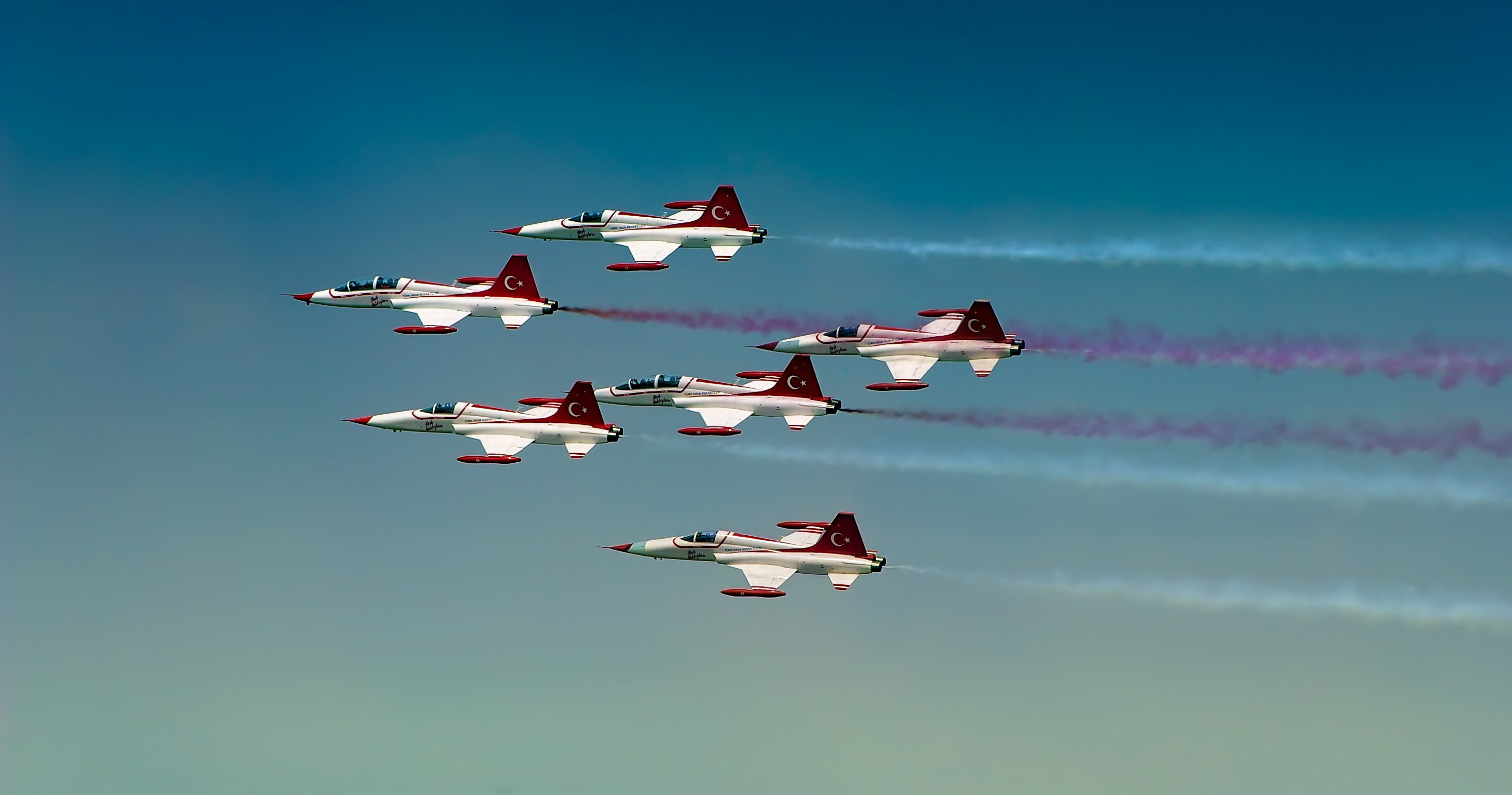
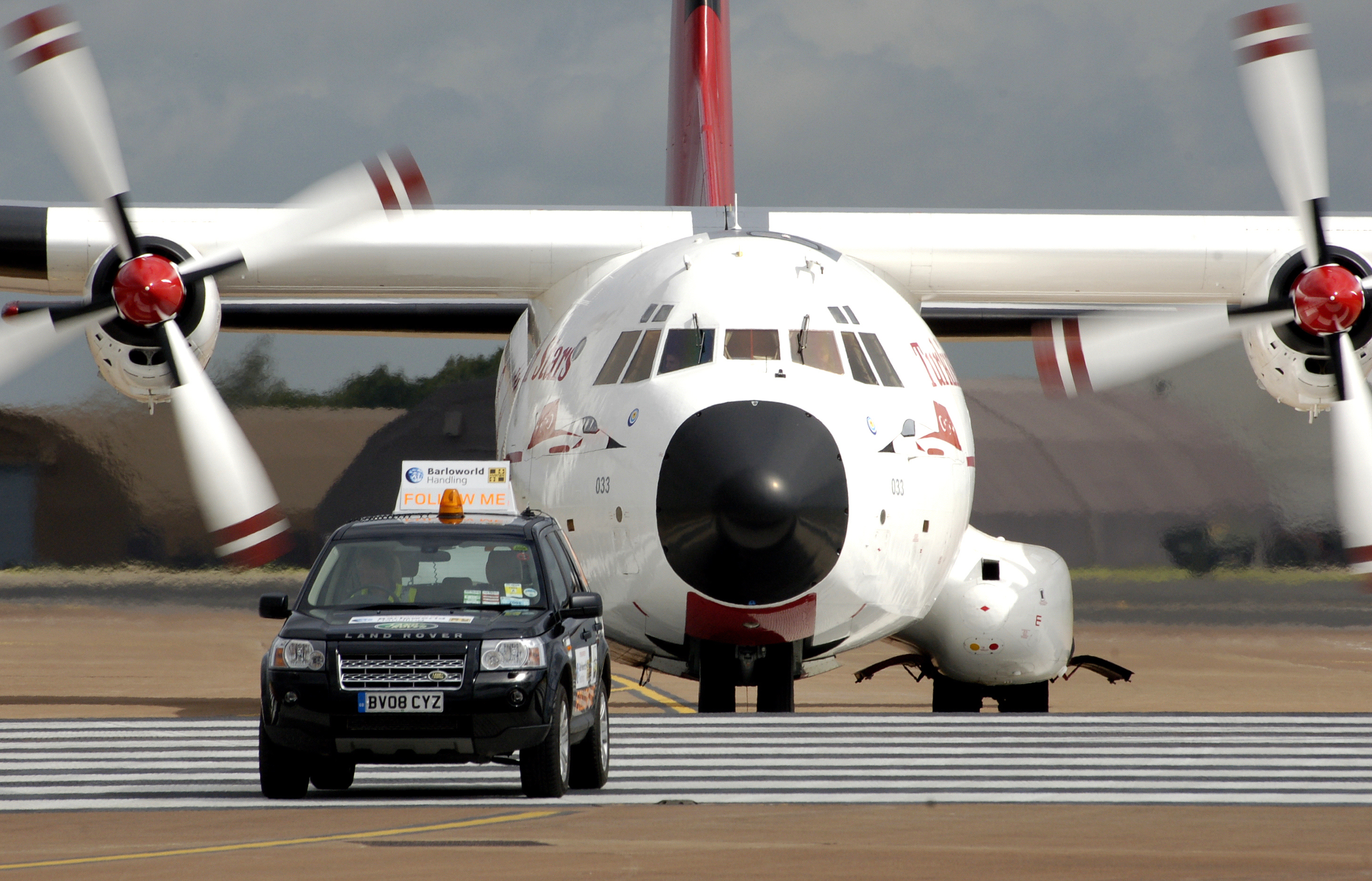
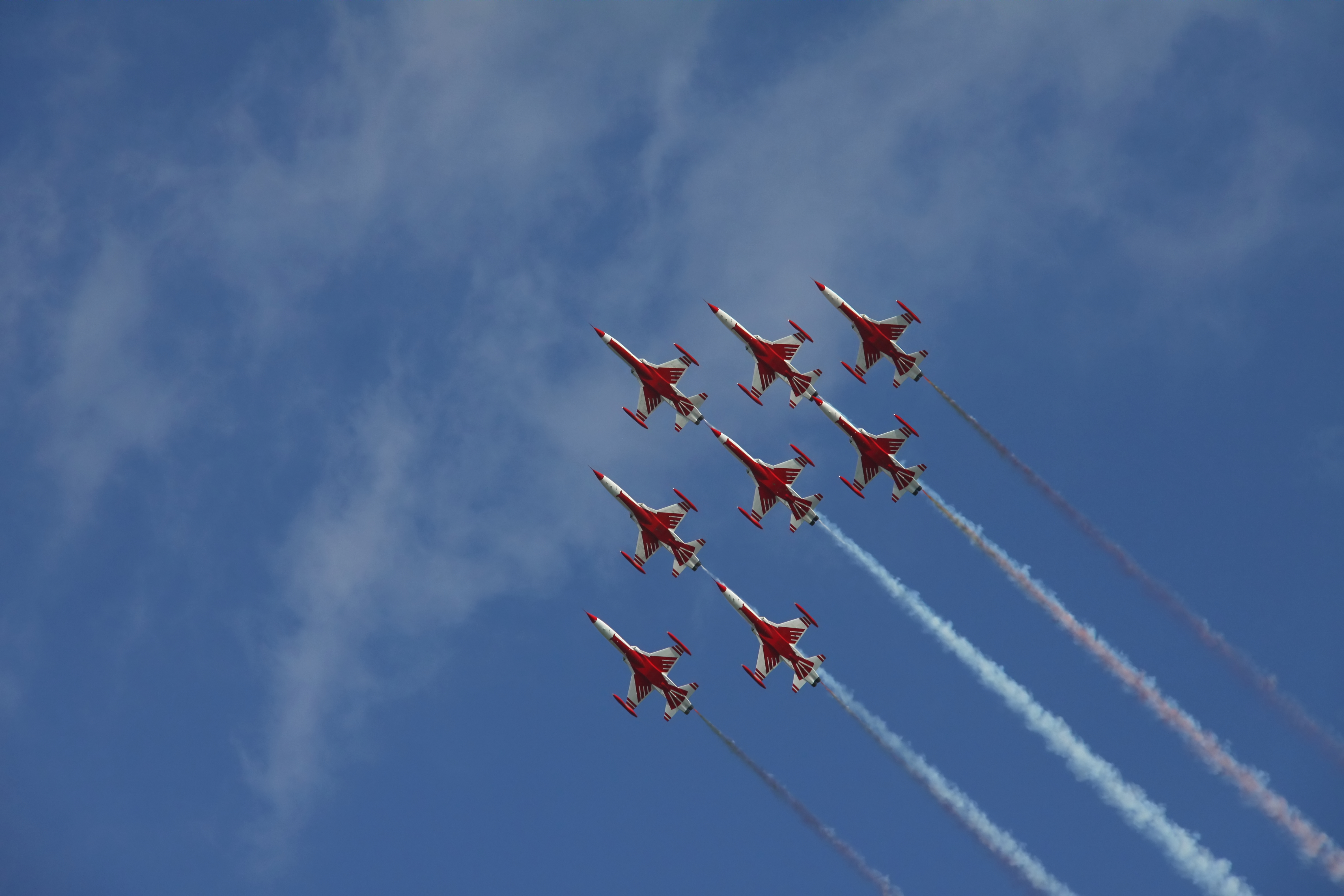
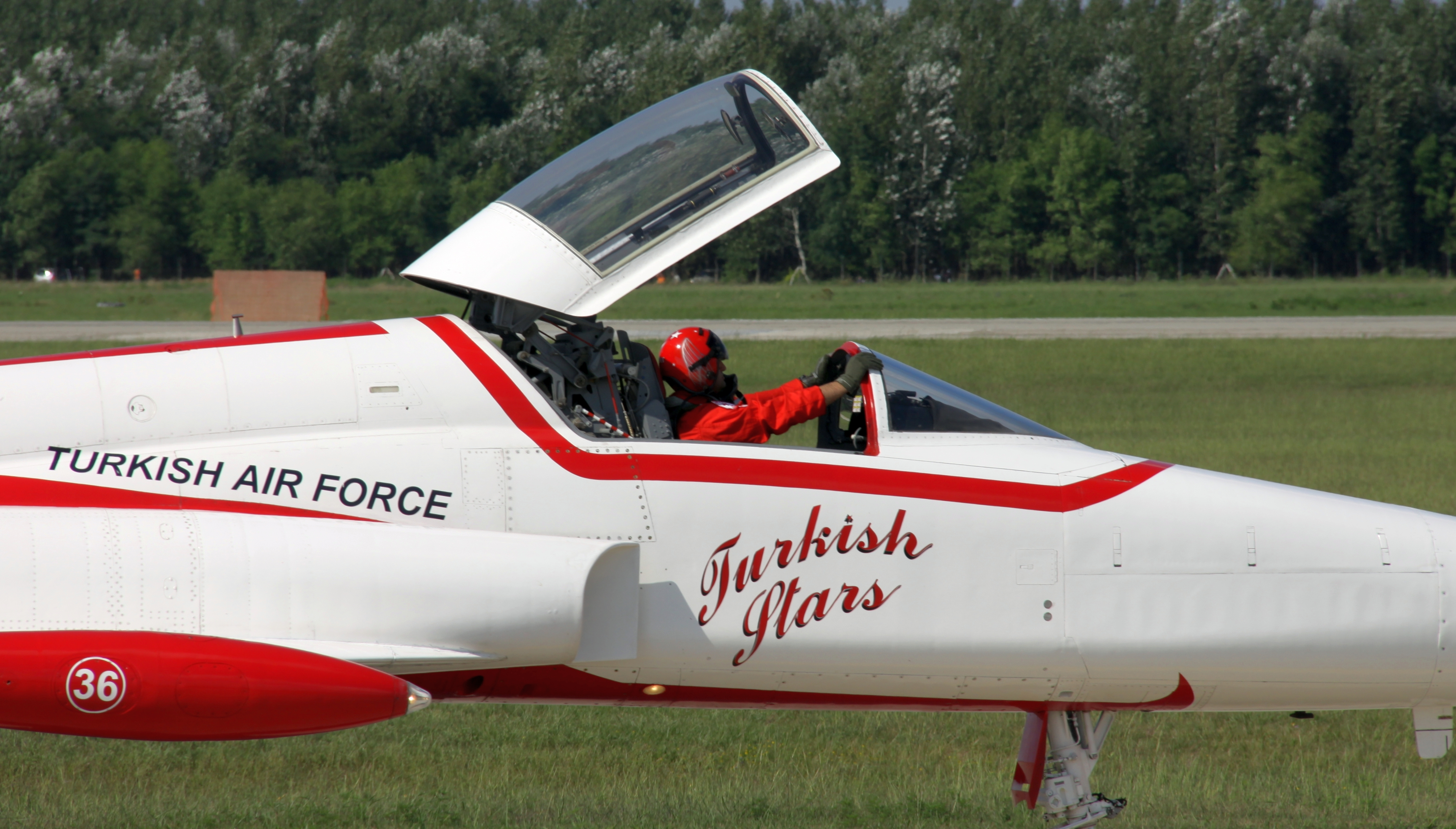